# Hyperolius tuberculatus
Hyperolius tuberculatus är en groddjursart som först beskrevs av François Mocquard 1897.  Hyperolius tuberculatus ingår i släktet Hyperolius och familjen gräsgrodor. IUCN kategoriserar arten globalt som livskraftig. Inga underarter finns listade i Catalogue of Life.